# École supérieure de technologie électronique
Vous pouvez aider à l'améliorer ou bien discuter des problèmes sur sa page de discussion.
- Il ne s’appuie pas, ou pas assez, sur des sources secondaires ou tertiaires. (Marqué depuis novembre 2016)
- Il est à actualiser. Certains passages sont obsolètes ou annoncent des événements désormais passés. (Marqué depuis novembre 2016)

- Archive Wikiwix
- Bing
- Cairn
- DuckDuckGo
- E. Universalis
- Gallica
- Google
- G. Books
- G. News
- G. Scholar
- Persée
- Qwant
- (zh) Baidu
- (ru) Yandex
- (wd) trouver des œuvres sur Wikidata

L'École supérieure de technologie électronique (ESTE) est une école de la Chambre de commerce et d'industrie de Paris (CCIP). Elle propose la seule formation supérieure technique française en trois années intégrées. Créée en 1939, elle proposait alors une formation en deux années après le bac, avant d'étendre le cursus à trois années pour mieux former ses diplômés, les technologues, aux métiers de l'électronique. Elle se situait dans les bâtiments du Groupe ESIEE à Marne la Vallée.

## Diplôme
Le diplôme de l'École supérieure de technologie électronique est reconnu au niveau II par la Commission d'homologation des titres et diplômes de l'Enseignement technologique. Cette homologation, officialisée par l'arrêté paru le 18 juillet 1997 au Journal Officiel et confirmée par un nouvel arrêté du 28 juillet 2001, situe ainsi le diplôme de l'ESTE entre le diplôme de BTS (niveau III) et le titre d'ingénieur (niveau I). Elle garantit l'adéquation entre la formation et le secteur de l'emploi auquel elle prépare.
À la suite de la réforme LMD, l'école perdit en 2006 sa certification licence professionnelle délivrée par l'université de Marne-la-Vallée, en raison du fort pourcentage de diplômés poursuivant leurs études après l'obtention du diplôme. L'ESTE a été amenée à fermer ses portes trois ans plus tard conformément au jugement non-professionnalisant.
Une équivalence entre le diplôme ESTE et un Bachelor of Engineering a été reconnue, permettant aux diplômés de poursuivre des études de Master of Science au Royaume Uni, Canada et États-Unis.  Situation ironique, cette équivalence avec un Bachelor permet aux diplômés ESTE d'être ainsi reconnus ingénieurs dans de nombreux pays en dehors de la France.

## Cursus
Son cursus comprend une formation en trois ans maximum, se séparant en de nombreuses branches.

### Première année
La première année comprend la seule période de tronc commun : tous les étudiants assistent aux mêmes cours. À la fin de la première année, les élèves peuvent choisir de passer une partie de leur deuxième année à l'étranger, dans une des écoles partenaires de l'ESTE.
Durant la période de vacances juillet-août, les élèves entrent en période de stage en entreprise, pour être sensibilisés au monde du travail.

### Deuxième année
En fin de deuxième année, plusieurs choix sont proposés. Les élèves peuvent décider de suivre le cursus standard de l'ESTE pour la troisième année et accéder au diplôme de niveau II, ou de rejoindre l'ESIEE en troisième année, après une période dite « passerelle », renforçant puis évaluant le niveau des candidats.
Les élèves suivant le cursus standard doivent ensuite choisir une majeure, parmi les trois proposées : micro-électronique, systèmes embarqués, et électronique de communication. À la suite de ce choix, un stage de deux mois doit être effectué en rapport avec la majeure choisie. Les élèves ont aussi la possibilité de travailler en alternance, avec un contrat d'apprentissage de 10 ou 12 mois, qui remplace donc la période de stage par une période de travail de respectivement 2 ou 4 mois.

### Troisième année
Elle se déroule en deux périodes : une première période de quatre mois durant laquelle les élèves vont suivre des cours en rapport avec la majeure choisie précédemment, puis une seconde période de six mois, en stage ou en contrat d'apprentissage, également en rapport avec la majeure.  Tout ou partie de la troisième année peut être effectuée dans le cadre d'un programme d'échange avec plusieurs universités dont Seattle University et Harvey Mudd College aux USA.
L'ensemble de la formation Électronique de communication traite tous les maillons d'une chaîne de communication, aussi bien les parties électroniques (Numérique et RF) que les parties Test et Réseaux de télécommunications.
L'approche de la formation est une approche système, qui doit aboutir à la formation d'intégrateur système, c'est-à-dire des personnes capables de réaliser des fonctions radio plus ou moins complexes à partir de composants choisis. Les étudiants seront donc capables de choisir et de caractériser (mesures) complètement ces composants (amplis, modulateurs, filtres, antennes, etc.) ; les associer à des composants numériques (microcontrôleur, processeurs de signaux, etc.) et savoir programmer ces composants pour assurer l'échange d'information. Les principes sont décrits, puis les circuits spécifiques mis en œuvre avant d'aborder l'aspect Systèmes de communication. Une fois les principes décrits, des exemples typiques sont développés en utilisant les circuits analogiques et numériques. Enfin, l'aspect « tests et mesures » est également largement abordé ainsi que la partie « Réseaux de télécommunications » sous forme de TP et d'études de cas.

## Bureau des élèves
L'ESTE est une école à l'ambiance très chaleureuse, et le Bureau des élèves (BDE) entretient tout au long de l'année cette atmosphère. Élue par les élèves, cette association se charge d'organiser différents évènements, tels que des tournois sportifs, des concours, ainsi que des soirées. Les deux derniers BDE à avoir été élus sont le BDE GuinnESTE, et le BDE Legend'ESTE.

## Avenir de l'école
À la suite du retrait de la licence professionnelle délivrée en fin de cursus, le cursus standard de l'école pourrait être abandonné, pour ne conserver que la « passerelle » permettant d'accéder à l'ESIEE en fin de deuxième année. La promotion rentrant en 2006 devrait être la dernière à avoir accès au diplôme.